# Волченский сельсовет (Липецкая область)
Волченский сельсове́т — сельское поселение в Добровском районе Липецкой области. 
Административный центр — село Волчье.

## История
В соответствии с законом Липецкой области №114-оз «О наделении муниципальных образований в Липецкой области статусом городского округа, муниципального  района, городского и сельского поселения» от 2 июля 2004 года Волченский сельсовет наделён статусом сельского поселения.

## Население
| 2010 | 2012 | 2013 | 2014 | 2015 | 2016 | 2017 |
| ---- | ---- | ---- | ---- | ---- | ---- | ---- |
| 873  | ↘860 | ↘828 | ↘806 | ↗807 | ↘805 | ↘781 |
| 2018 | 2021 |      |      |      |      |      |
| ↗783 | ↘658 |      |      |      |      |      |

## Состав сельского поселения
| № | Населённый пункт | Тип населённого пункта       | Население |
| - | ---------------- | ---------------------------- | --------- |
| 1 | Волчье           | село, административный центр | ↘857      |
| 2 | Победа           | посёлок                      | 16        |

### Упразднённые населённые пункты
- Кулики —  упразднённая в 2001 году деревня.
- Большая Ляпуновка — упразднённая в 2001 году деревня.
- Малая Ляпуновка — упразднённая в 2001 году деревня.